# Эскадренные миноносцы типа 052D
Эскадренные миноносцы типа 052D — серия китайских ракетных эскадренных миноносцев.

## Конструкция

### Двигательная установка
Двигательная установка — комбинированная дизель-газотурбинная с раздельной работой форсажных и маршевых двигателей (CODOG):
- 2 газотурбинных двигателя (ГТД) QC-280 суммарной мощностью 56 000 л.с.:
  - мощность одного двигателя — 21 МВт;
  - частота вращения ротора — 3400 об/мин;
  - удельная мощность — 1,8 кВт/кг;
  - габаритные размеры — 6,4 × 2,5 × 2,7 м;
  - масса — 16 т;
  - фирма-производитель — «Сиань аэро энджин» (по лицензии);
  - прототип — UTG-25000 компании «Заря» (Украина).
- 2 дизельных двигателя (ДД) «Шаньси» суммарной мощностью 8840 л.с.
  - мощность одного двигателя — 3,5 МВт;
  - частота вращения ротора — 1500 об/мин;
  - удельная мощность — 1,8 кВт/кг;
  - габаритные размеры — 5,4 × 1,6 × 2,9 м;
  - масса — 21 т;
  - фирма-производитель — «Шаньси» (по лицензии);
  - прототип — 20V 956 ТВ92 компании MTU (Германия).
- 2 главные редукторные передачи:
  - габаритные размеры — 3,9 × 3,8 × 4,0 м;
  - масса — 37 т;
  - передаточное число:
    - для ГТД — 14,4;
    - для ДД — 6,89;

  - скорость ращения валов:
    - от ГТД — 236 об/мин;
    - от ДД — 218 об/мин;
- 2 винта регулируемого шага (ВРШ):
  - число лопастей — 5;
  - производитель — «Камева»;
  - режимы работы — вперёд, стоп, реверс;
  - время остановки с полного хода — 1 мин;
  - тормозной путь с полного хода — 1–1,5 корпуса.

Технология производства UTG-25000 передана компанией «Заря» в 1993 году, в начале 2000-х годов получена лицензия на производство ключевых компонентов, ранее поставлявшихся Украиной. С 2010 года двигатели полностью производятся в Китае.

### Вооружение

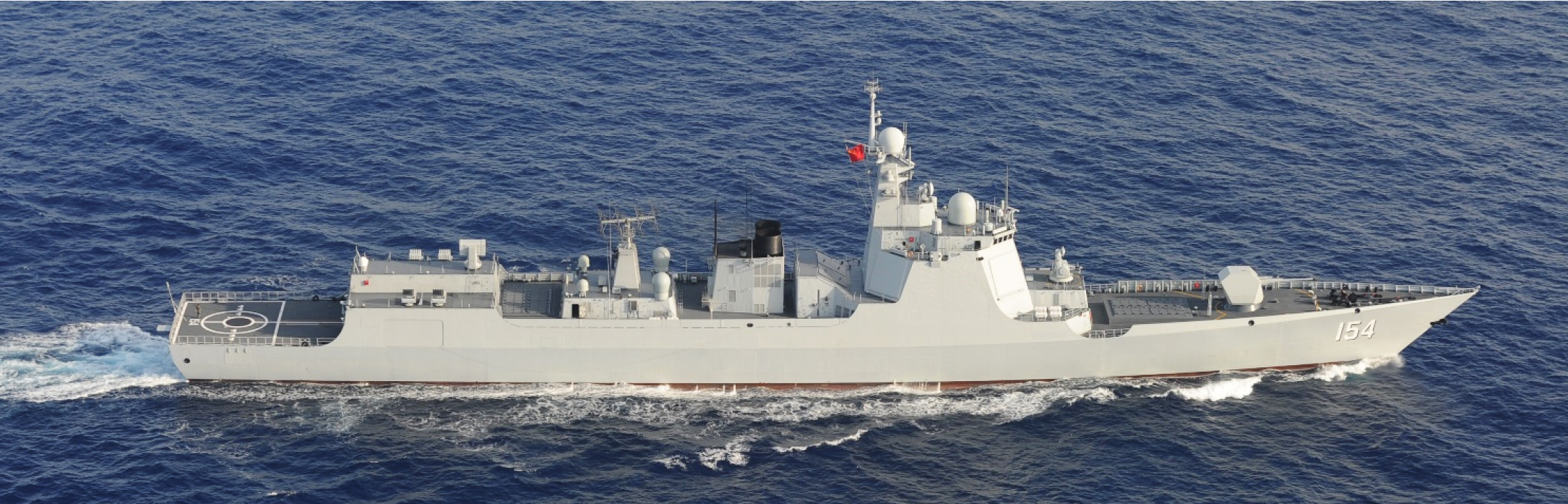
Эсминец 154 «Сямынь»

#### Установка вертикального пуска
Эсминец 052D — первый корабль китайского флота, оснащённый установками вертикального пуска (УВП) GJB-5860-2006 модульно-ячеистого типа вместо ранее применявшихся револьверных установок. В одной ячейке УВП помещаются одна или четыре ракеты в зависимости от типа и размера. Четыре модуля УВП по восемь ячеек в каждом расположены в носовой части корабля перед надстройкой, четыре других — в кормовой части надстройки перед вертолётным ангаром. УВП рассчитана на транспортно-пусковые контейнеры трёх типов: высотой 9—9,9 м, 7 м и 3,3 м. Ширина контейнеров равняется 0,85 м. По вместительности превосходят американские аналоги Mk 41 и Mk-57. Старт ракет горячий и холодный. Создано несколько типов ракетного вооружения: подтверждены YJ-18 и HHQ-9B, частично подтверждена ракета CJ-10. Вдобавок к этому, эксперты помещают в неё противолодочные ракето-торпеды CY-5 или Yu-8, а самый короткий контейнер предназначен для ракеты DK-10A или для какого-то другого необъявленного оружия. Весной 2022 года эсминец проекта 055 запустил из вертикальной установки гиперзвуковую ракету, обозначенную некоторыми авторами как YJ-21, но для эсминцев типа 052D новая ракета ещё не подтверждена. Со временем выяснилось, что неофициальное обозначение оказалось неточным, реальное название этой ракеты YJ-20
- Крылатая ракета CJ-10, предназначенная для ударов по наземным целям на расстояние 1500 км[4];
- Противокорабельная ракета «Инцзи-18» (YJ-18) с дальностью стрельбы 537 км [11];
- Противолодочная ракето-торпеда «Чанъин-5» (CY-5) или Yu-8 c дальностью стрельбы до 50 км[12];
- Зенитная ракета от комплекса «Хунци-9» (HHQ-9B) с дальностью стрельбы до 250 км[13];
- Зенитная ракета DK-10A, являющаяся морским вариантом ракеты воздушного боя PL-12 с активной радиолокационной ГСН. Дальность — 50 км[14].
- Зенитная ракета FM-3000N разработана для УВПУ эсминцев. В каждый ТПК шириной 0,85 м помещается 4 ракеты. Назначение: перехват противокорабельных ракет и других целей. Дальность поражения — 45 км. Головка самонаведения активная радиолокационная[15].

#### ПВО самообороны
Система ПВО представлена тремя компонентами:
- ЗРК самообороны HHQ-10 с наводимой пусковой установкой на 24 ракеты, расположенной на крыше вертолётного ангара. Система наведения — пассивная инфракрасная/радиолокационная. Дальность стрельбы улучшенной модификации ракеты TY-90 — до 9 км (6 км[7]). Пусковая установка аналогична по конструкции американской ПУ RAM[7].
- 30-мм 7-ствольный зенитный артиллерийский комплекс Type 730 (H/PJ-12[7]). Скорострельность 4200 выстр./мин (5800[7]), дальность стрельбы — 1,5 км (3 км[7]). На удлинённых кораблях заменён более скорострельным 11-ти ствольным H/PJ-11.
- 4 × 18-ствольные пусковые установки H/RJZ-726 для запуска пассивных помех[7].

#### Артиллерийская установка
Артиллерийская установка — универсальная одноствольная 130-мм АУ H/PJ-38, разработанная в 2012 году 713-м НИИ на базе российской АУ АК-130. Установка расположена в носовой части корабля, дальность стрельбы — 24 км (29 км), скорострельность — 60 выстр./мин (60-80). Масса снаряда — 13,5 кг.

#### Торпеды
2 × 324-мм трёхтрубных торпедных аппарата. Торпеды Yu-7, активное/пассивное самонаведение, дальность до 14 км, скорость 42 уз., масса боевой части 45 кг. Торпедные аппараты типа ILAS-3 являются аналогами итальянских В-515. Расположены побортно в районе кормовой УВП и закрыты лацпортами.

### Авиация
В кормовой части эсминца расположена посадочная площадка и ангар для противолодочного вертолёта Ка-28 (код НАТО — Helix) или более слабого по характеристикам китайского Z-9C. Вертолёт вооружён противолодочными торпедами и глубинными бомбами, оснащён опускаемой ГАС. Радиус действия 200 км. По другим данным, на корабле размещаются два вертолёта Harbin Zhi-9A Haitun или Ка-28.
Удлинённая версия эсминца получила новый средний противолодочный вертолёт Z-20F. 
В ангаре находятся две надувные шлюпки с жёстким корпусом, расположенные побортно за опускающимися экранами.
|  |

### Электронное оборудование
Корабль оснащён следующим радиоэлектронным оборудованием:
- РЛС Type 517B (Knife Rest) диапазона A на грот-мачте[2] предназначена для раннего обнаружения и классификации воздушных целей[7].
- Трёхкоординатная РЛС обзора/управления стрельбой Type 346A (Dragon Eye) диапазона С/S. Четыре полотна  активной ФАР интегрированы в надстройку[2]. Это усовершенствованный вариант РЛС Type 346, установленной на эсминцах типа 52C. Станция обнаруживает и сопровождает воздушные цели, выдаёт целеуказание средствам ПВО. По с равнению с РЛС Type 346 дальность действия увеличена с 400 до 450 км, а воздушное охлаждение полотен ФАР заменено жидкостным, что позволило сделать их плоскими[7].
- РЛС обзора поверхности Type 364 (Seagull C) диапазона G на вершине фок-мачты под радиопрозрачным колпаком[2] предназначена для раннего обнаружения и классификации надводных целей[7].
- РЛС управления огнём 130-мм АУ Type 344 (MR-34) диапазона I на крыше надстройки.
- РЛС управления стрельбой ПКР «Минерал-МЕ» (Band Stand) диапазона I на крыше надстройки под радиопрозрачным колпаком.
- 2 навигационные РЛС Type 760 series диапазона I.
- Носовая подкильная ГАС SJD-9 с дальностью обнаружения 10 км (создана на базе французской ГАС DUBV-23) с функцией автоматического предупреждения о приближающихся торпедах[7].
- Буксирумая ГАС:
  - Первые эсминцы этого проекта могли оснащаться пассивной ГАС SJG-206. Дальность обнаружения подводных лодок у неё намного больше, чем у корпусной ГАС, но расчёт только на собственные шумы всё более тихих подлодок является недостатком;
  - Эсминцы удлинённой версии получили новую активную / пассивную ГАС SJG-311[16].
- Опускаемая ГАС переменной глубины: тип неизвестен[12].
- БИУС: тип неизвестен.
- Система спутниковой связи — SATCOM.
- Система передачи данных — YJ-83.

Экспертам не удалось заглянуть под бульбовый обтекатель, поэтому данные о корпусной ГАС являются предположительными. За неимением официальной информации корпусную ГАС от эсминца предшествующего проекта 052С передали в наследство новым кораблям.

Неизвестное оборудование на крыше мостика и по бокам от его окон
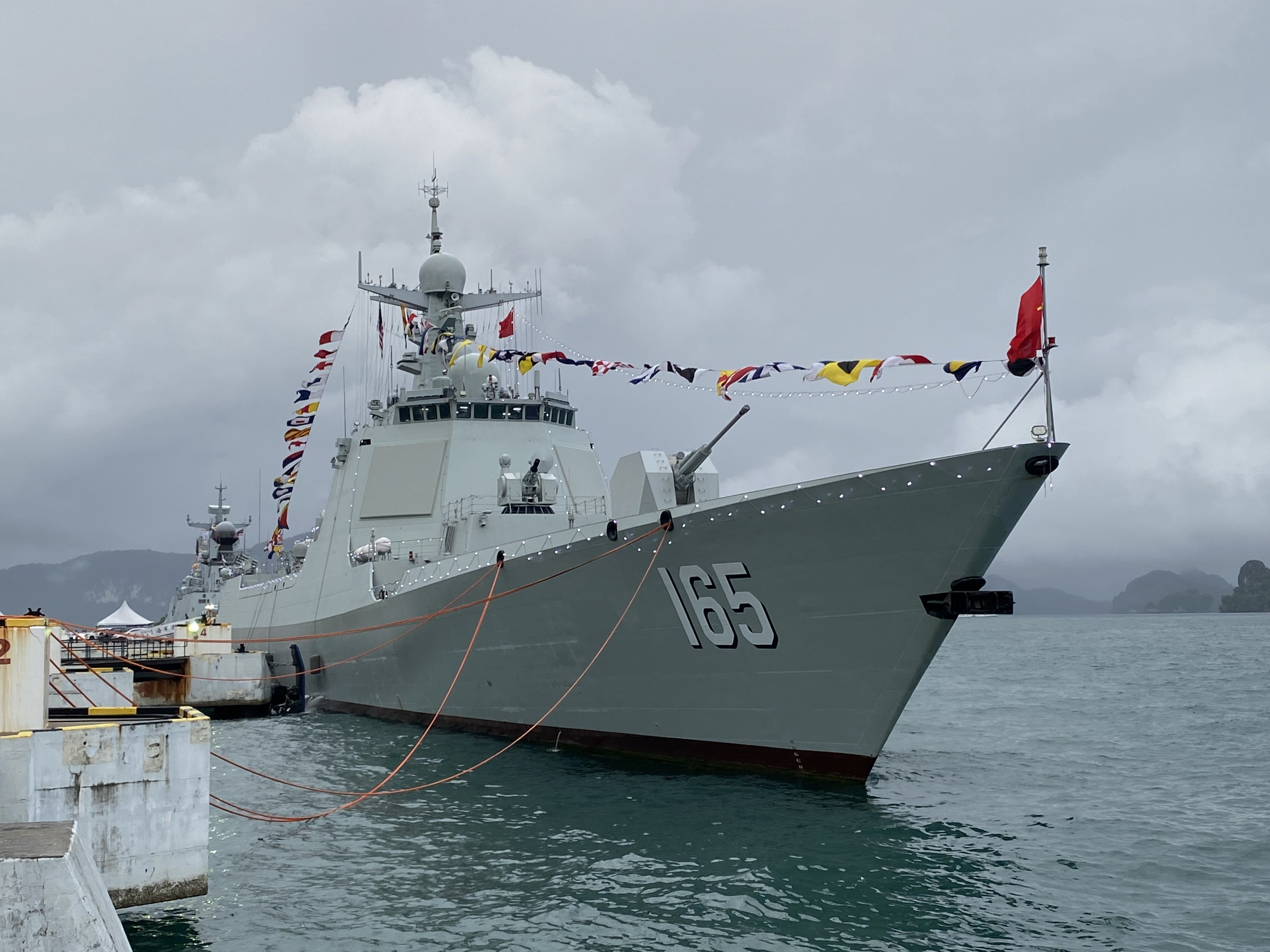
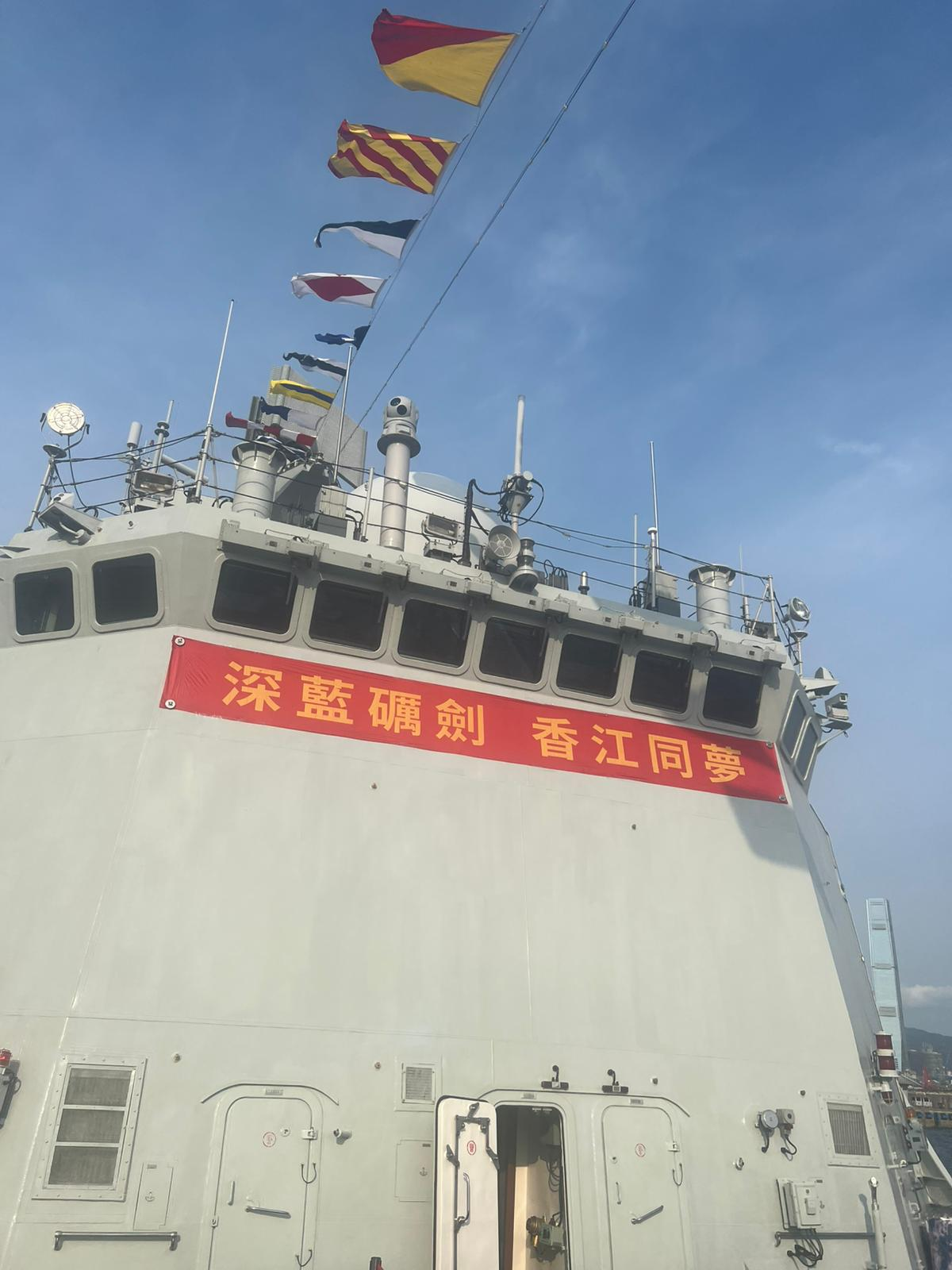
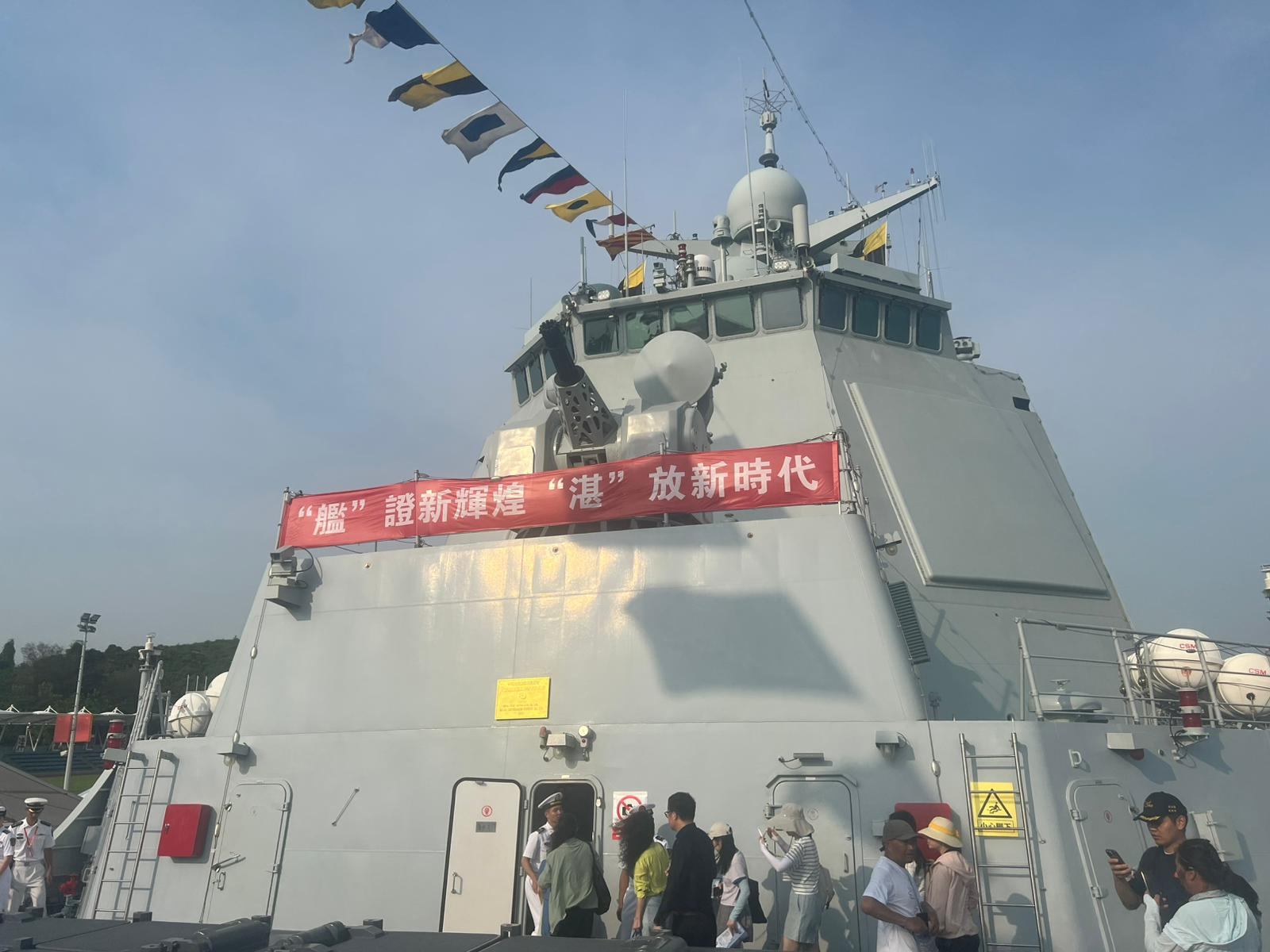

## Модернизация

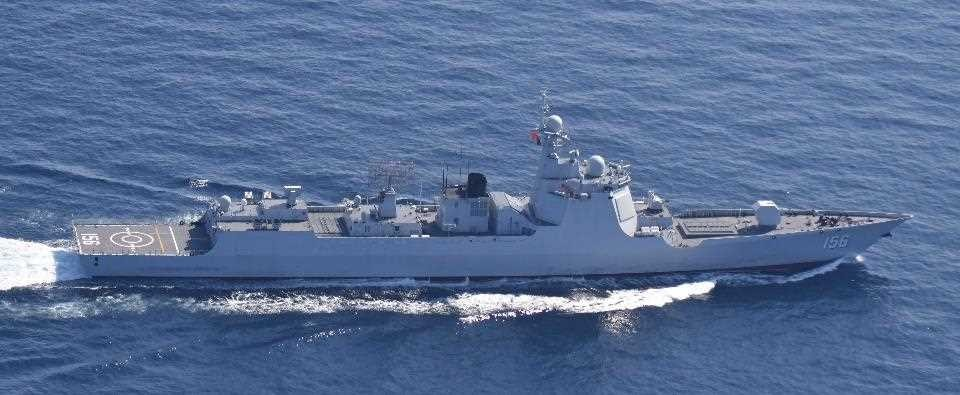
Эсминец «Цзыбо»

Первые 13 кораблей построены по базовому проекту. Начиная с 14 единицы («Цзыбо», № 156) они получили удлинённую на 4 метра корму, необходимую для базирования нового противолодочного вертолёта Z-20F. Другим улучшением стала замена старой РЛС типа 517M на новую. Корабли получили современную буксируемую ГАС SJG-311. Разработан компанией China State Shipbuilding Corporation (CSSC) 
Силовая установка эсминцев с удлинённой кормой была улучшена.
После окончания строительства эсминцев модификации 052DL начато производство серии из 10 модернизированных кораблей в варианте 052DM. Располагавшаяся на вершине фок-мачты РЛС обзора поверхности Type 364 была заменена новой двусторонней РЛС с АФАР. Корабли получили обновлённую УВПУ для запуска большего числа типов ракет. Не ясно, о каких именно ракетах идёт речь, но на репетиции военного парада в Пекине было запечатлено несколько новых ракет корабельного базирования, а именно: YJ-17, YJ-19 и YJ-20. YJ-17 — это баллистическая ракета с гиперзвуковым планирующим блоком. YJ-19 представляет собой гиперзвуковую крылатую противокораблеьную ракету, оснащённую ГПВРД. YJ-20 — двухступенчатая баллистическая ракета с маневрирующей головной частью. На парадах по традиции демонстрируется техника принятая на вооружение.

## Состав серии
На апрель 2022 года было спущено на воду 27 кораблей и введено в состав ВМС не менее 25 из них
| №     | Бортовой номер | Название              | Верфь    | Заложен | Спущен           | В строю     | Флот         | Примечания |
| 052D  | 052D           | 052D                  | 052D     | 052D    | 052D             | 052D        | 052D         | 052D       |
| ----- | -------------- | --------------------- | -------- | ------- | ---------------- | ----------- | ------------ | ---------- |
| 1     | 172            | 昆明 / «Куньмин»      | Цзяннань | 12.2010 | 30.08.2012       | 21.03.2014  | Южный        |            |
| 2     | 173            | 长沙 / Чанша          | Цзяннань | 06.2011 | 18.12.2012       | 12.08.2015  | Южный        |            |
| 3     | 174            | 合肥 / «Хэфэй»        | Цзяннань | 11.2011 | 01.07.2013       | 12.12.2015  | Южный        |            |
| 4     | 175            | 银川 / «Иньчуань»     | Цзяннань | 07.2012 | 28.03.2014       | 12.07.2016  | Южный        |            |
| 5     | 117            | 西宁 / «Синин»        | Цзяннань | 12.2012 | 26.08.2014       | 22.01.2017  | Северный     |            |
| 6     | 118            | 乌鲁木齐 / «Урумчи»   | Цзяннань | 04.2013 | 30.12.2014       | 01.2018     | Южный        |            |
| 7     | 154            | 厦门 / «Сямынь»       | Цзяннань | 11.2013 | 07.07.2015       | 10.06.2017  | Восточный    |            |
| 8     | 155            | 南京 / «Нанкин»       | Цзяннань | 04.2014 | 28.12.2015       | 10.04.2018  | Восточный    |            |
| 9     | 119            | 贵阳 / «Гуйян»        | Далянь   | 02.2014 | 28.11.2015       | 22.02.2019  | Северный     |            |
| 10    | 131            | 太原 / «Тайюань»      | Цзяннань | 12.2014 | 14.06.2016       | 12.2018     | Восточный    |            |
| 11    | 120            | 成都 / «Чэнду»        | Далянь   | 09.2014 | 03.08.2016       | 30.09.2019  | Северный     |            |
| 12    | 161            | 呼和浩特 / «Хух-Хото» | Цзяннань | 03.2015 | 26.12.2016       | 12.01.2019  | Южный        |            |
| 13    | 121            | 齐齐哈尔 / «Цицикар»  | Далянь   |         | 26.06.2017       | 01.04.2020  | Северный     |            |
| 052DL |                |                       |          |         |                  |             |              |            |
| 14    | 156            | 淄博 / «Цзыбо́»        | Цзяннань |         | 14.08.2018       | 12.01.2020  | Восточный    |            |
| 15    | 122            | 唐山 / «Таншань»      | Цзяннань |         |                  |             | Северный     |            |
| 16    | 132            | 蘇州 / «Сучжоу»       | Далянь   |         |                  | Начало 2021 | Восточный    |            |
| 17    | 123            | 淮南 / «Хуайнань»     | Далянь   |         |                  | Начало 2021 | Северный     |            |
| 18    | 162            | «Наньнин»             |          |         |                  | Весна 2021  | Южный        |            |
| 19    | 124            | «Кайфын»              |          |         |                  | Весна 2021  | Северный     |            |
| 20    | 164            | «Гуйлинь»             |          |         |                  | 2021        | Южный        |            |
| 21    | 165            | «Чжаньцзян»           |          |         |                  | Конец 2021  |              |            |
| 22    | 163            | «Цзяоцзо»             |          |         |                  |             |              |            |
| 23    |                | «Шаосин»              |          |         |                  |             | Восточный    |            |
| 24    |                | «Баотоу»              |          |         |                  |             | Северный (?) |            |
| 25    |                |                       |          |         |                  |             |              |            |
| 052DM |                |                       |          |         |                  |             |              |            |
| 26    | 135            | «Дачжоу»              | Цзяннань |         |                  | В строю     |              |            |
| 27    | 166            | «Вэйнань»             | Далянь   |         | 10 марта 2023 г. | В строю     | Южный        |            |
| 28    | 125            | «Цаньчжоу»            | Далянь   |         | 10 марта 2023 г. | В строю     | Северный     |            |
| 29    |                |                       |          |         |                  |             |              |            |
| 30    |                |                       |          |         |                  |             |              |            |
| 31    |                |                       |          |         |                  |             |              |            |
| 32    |                |                       |          |         |                  |             |              |            |
| 33    |                |                       |          |         |                  |             |              |            |
| 34    |                |                       |          |         |                  |             |              |            |
| 35    |                |                       |          |         |                  |             |              |            |